# Coup d'État de 2010 au Niger
Le coup d'État au Niger en 2010 est mené par le commandant Salou Djibo en février 2010, dans un contexte de crise économique et de crise institutionnelle. 
Le coup d'État est condamné par l'Union africaine, mais reçoit le soutien de certains membres de l'opposition. À la suite de ce coup d'État, le Niger est dirigé par Salou Djibo, en tant que président du Conseil suprême pour la restauration de la démocratie, qui organise une élection présidentielle en janvier 2011.

## Contexte
Ce coup d'État a lieu alors que le Niger, un des plus pauvres pays d'Afrique, est frappé à nouveau par la famine, et traverse, dans le domaine politique, une crise institutionnelle de 9 mois qui a vu la dissolution de l'Assemblée nationale, un référendum pour une modification de la Constitution, une annulation du référendum par la Cour constitutionnelle, et enfin une dissolution de la Cour constitutionnelle. Peu de temps avant le coup d'État, Mamadou Tandja menaçait de se rapprocher de l'Iran et de la Chine, et notamment de vendre aux Iraniens son uranium brut.
Fin 2008, une campagne des supporters de Tandja, les Tazarchistes (de l'haoussa "Tazarché", continuité), commence pour demander une extension de son mandat. Selon la constitution de 1999, le président ne peut avoir plus de deux mandats de 5 ans,. En mars 2009, il annonce qu'il ne se présenterait pas pour un troisième mandat. Mais début mai, il déclare : « Le peuple demande que je reste, je ne peux pas rester insensible à son appel ». Une série de manifestations commence initialement dirigée par le PNDS-Tarayya, parti d'opposition, mais il est rejoint par le CDS, un parti soutenant la coalition gouvernementale et permettant au MNSD d'avoir une majorité. Le 25 mai 2009, dans un avis à l'unanimité de ses membres, la cour constitutionnelle nigérienne, dirigée par Salifou Fatimata Bazeye déclarait que le référendum était anticonstitutionnel et qu'il allait contre le serment que Mamadou Tandja avait prêté sur le Coran. Le 26 mai, le chef de l'État dissout l'assemblée nationale. Le 5 juin, le Conseil des ministres et le président approuvent un référendum qui doit se tenir le 4 août, portant sur la modification de la constitution qui permettrait au président de se présenter une troisième fois.

## Les événements de 2010
Selon Moussa Mounkaila, chauffeur de la présidence, des militaires seraient intervenus le 18 février 2010 à la fin d'un conseil des ministres. Le président Mamadou Tandja est arrêté
. 
Au moins trois militaires sont tués au cours de fusillades
,. 
C’est le premier coup d’État nigérien opéré sans le concours de l’état-major de l’armée. Le nouvel homme fort du Niger, Salou Djibo n'est que le commandant d'une compagnie, mais une compagnie dont la mission est décisive, la 5e compagnie de commandement d’appui et de services, chargée de la protection de la capitale et de la sécurisation des institutions. À ce titre, il contrôlait une part importante de l’arsenal militaire du Niger,.
La Constitution de la Sixième République est suspendue, et toutes les institutions qui en dépendent sont dissoutes le soir même. 
Le Niger est à présent gouverné par un Conseil suprême pour la restauration de la démocratie (CSRD)
.
Le coup d'État est condamné par l'Union africaine, mais reçoit le soutien de certains membres de l'opposition - tels Mahamadou Karijo et mohamed bazoum

## Les suites du coup d’État
À la suite du coup d'État, le Niger est dirigé par Salou Djibo, en tant que président du Conseil suprême pour la restauration de la démocratie,.
Une élection présidentielle est organisée et se déroule en janvier 2011.